# 闇の奥

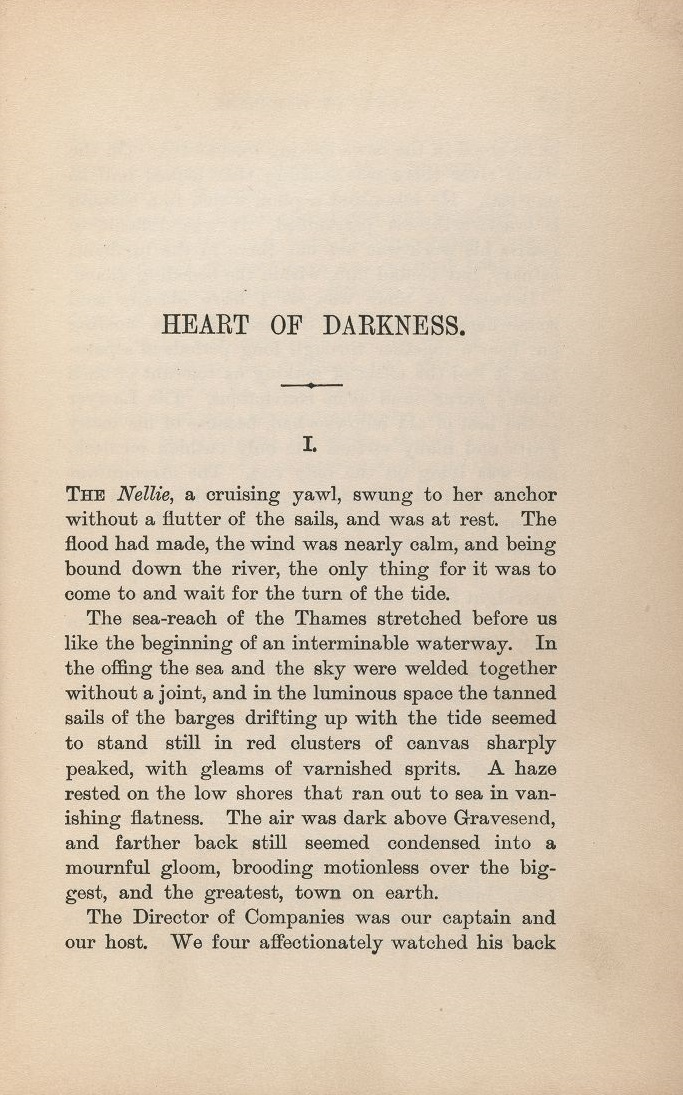
"Heart of Darkness" in Youth:A Narrative, 1902

『闇の奥』（やみのおく、Heart of Darkness、1902年出版）は、イギリスの小説家ジョゼフ・コンラッドの代表作。西洋植民地主義の暗い側面を描写したこの小説は、英国船員時代にコンゴ川で得た経験を元に書かれ、1899年に発表された。ランダム・ハウス、モダン・ライブラリーが選んだ「英語で書かれた20世紀の小説ベスト100」に選出されている。闇の奥というタイトルはアフリカ奥地の闇でもあるが、人間の心の闇、西洋文明の闇をも含意していると考えられる。
この作品の舞台であるコンゴ川一帯にはベルギー国王レオポルド2世の「私有地」であったコンゴ自由国（後にベルギー領コンゴ）が存在し、同地住民に対する苛烈な搾取政策をとったことで欧州各国から非難されていた。

## あらすじ
ある日の夕暮、船乗りのチャールズ・マーロウが、船上で仲間たちに若い頃の体験を語り始める。なお、マーロウは本作以外にも複数のコンラッド作品に狂言回しとして登場する。
マーロウは、各国を回った後、ロンドンに戻ってぶらぶらしていたが、いまだ訪れたことのないアフリカに行くことを思い立ち、親戚の伝手でベルギーの貿易会社に入社した。ちょうど船長の1人が現地人に殺され、欠員ができたためだった。マーロウは、船で出発し、30日以上かかってアフリカの出張所に着いた。そこでは、黒人が象牙を持ち込んで来ると、木綿屑やガラス玉などと交換していた。またマーロウは、鎖につながれた奴隷を見た。ここで10日ほど待つ間に、奥地にいるクルツ（Kurtz）という代理人の噂を聞く。クルツは、奥地から大量の象牙を送ってくる優秀な人物で、将来は会社の幹部になるだろうということだった。マーロウは、到着した隊商とともに、200マイル先の中央出張所を目指して出発し、ジャングルや草原、岩山などを通って、15日目に目的地に着いた。
中央出張所の支配人から、上流にいるクルツが病気らしいと聞いた。蒸気船が故障しており、修理まで空しく日を送る間に、再びクルツの噂を聞く。クルツは、象牙を乗せて奥地から中央出張所へ向かってきたが、荷物を助手に任せ、途中から1人だけ船で奥地に戻ってしまったという。マーロウは、本部の指示に背いて1人で奥地へ向かう孤独な白人の姿が目に浮かび、興味を抱いた。
ようやく蒸気船が直り、マーロウは支配人、使用人4人（「巡礼」）、現地の船員とともに川（コンゴ川）を遡行していった。クルツの居場所に近づいたとき、突然矢が雨のように降り注いできた。銃で応戦していた舵手のもとへ長い槍が飛んできて、腹を刺された舵手はやがて死んだ。
奥地の出張所に着いてみると、25歳のロシア人青年がいた。青年は、クルツの崇拝者だった。青年から、クルツが現地人から神のように思われていたこと、手下を引き連れて象牙を略奪していたことなどを聞き出した。一行は、病気のクルツを担架で運び出し、船に乗せた。やがてクルツは、"The horror! The horror!"という言葉を残して息絶えた。

## 影響
T.S.エリオットは詩『荒地』の初稿で、エピグラフに『闇の奥』の一節 "The horror! The horror!" を引用していたが、エズラ・パウンドの助言により、別の文に差し替えた。詩『虚ろな人々』では "Mistah Kurtz--he dead." の一節を引用している。
村上春樹の『羊をめぐる冒険』『1Q84』などに『闇の奥』の影響が指摘されている。

### 映像化
オーソン・ウェルズはラジオ・ドラマとして放送。また、映画初監督作として準備していたが、資金調達できなかった（ウェルズは『市民ケーン』を作ってハリウッドでは異端とみなされることになる）。
1979年に映画監督フランシス・フォード・コッポラによって「翻案」され、『地獄の黙示録』として映画化された。ただし、舞台背景はベトナム戦争に変更されている。この中にエリオットの『虚ろな人々』の引用がある。
1994年のテレビドラマ『真・地獄の黙示録』は原作に沿った映像化である。監督はニコラス・ローグで、マーロウをティム・ロス、クルツをジョン・マルコヴィッチが演じ、原住民女性役でイマンが出演した。
『キングコング』の原案にも大きく影響を与えたと言われており、2005年のリメイク版では登場人物の一人が本作を愛読している。また、2017年の『キングコング:髑髏島の巨神』にはコンラッドとマーロウに由来した登場人物が出てくる他、前述した『地獄の黙示録』の影響を大きく受けている。

### 劇画化
滝沢聖峰が『HEART OF DARKNESS』のタイトルで劇画化、『月刊モデルグラフィックス』2000年9月号から2001年7月号まで連載された。舞台背景は第二次世界大戦末期のビルマに変更され、部隊ごと任務を放棄しジャングルの奥にこもる日本軍の大佐に、関東軍の特務機関員が刺客として送られるという筋書きに脚色されている。

## 日本語訳
ジョゼフ・コンラッド 『闇の奥』
- 中野好夫訳、岩波文庫、1958年、改版2010年
- 岩清水由美子訳、近代文芸社、2001年
- 藤永茂訳、三交社、2006年
  - 作品論「『闇の奥』の奥 コンラッド・植民地主義・アフリカの重荷」（三交社、2006年）がある。
- 黒原敏行訳、光文社古典新訳文庫、2009年
- 高見浩訳、新潮文庫、2022年